# Ana Luísa Janeira
Ana Luísa Cardoso Dias Janeira é uma filósofa com práticas interdisciplinares de ensino, investigação e cidadania, assumidas deliberadamente nas margens. Co-fundadora do Centro Interdisciplinar de Ciência, Tecnologia e Sociedade da Universidade de Lisboa e do Centro de Reflexão Cristã. 
Sujeitou o pensamento de Simone Weil (tese de licenciatura, 1967) e de Pierre Teilhard de Chardin (tese de doutoramento, 1972) a um tratamento com grelhas de reflexão e categorias de tipo filosófico.
Inspirada em Michel Foucault, realizou um percurso teórico-metodológico orientado para a organização do espaço, a produção do discurso e o sistema epistémico de instituições científicas, ou sobre condições de emergência, transformação e sobrevivência dos laboratórios de Química, jardins botânicos e museus de ciências (1976-2000).
Com outras vertentes do mesmo modelo, estudou o dispositivo saber-poder nas missões jesuíticas sul-americanas e asiáticas (1983-2013) e no colecionismo moderno (2005-2008), bem como as articulações entre universidade-empresa (2008-2020) e a memória inerente a patrimónios científicos e culturais (desde 2016). 
Professora na Faculdade de Ciências da Universidade de Lisboa (1976-2010), contribuiu para a implementação da área de História e Filosofia das Ciências em Portugal.

## Família
Ana Luísa Cardoso Dias Janeira nasceu no dia 15 de maio de 1943, em Miramar, Arcozelo, Portugal. Filha de António Ferreira da Silva Janeira, arquiteto, e de Maria Adozinda Seara Cardoso Dias Janeira, aguarelista. É a mais velha de quatro irmãos: António Manuel, Isabel Maria e Maria Clara. Também é sobrinha-neta de João Maria Ferreira Sarmento Pimentel e prima de João Paulo Seara Cardoso.
Cresceu no seio da burguesia nortenha onde, apesar dos valores rígidos inerentes e dada a personalidade rebelde, foi a primeira da família mais próxima a frequentar o ensino público (secundário e superior), usar calças, fumar, casar pelo civil e divorciar-se.

## Percurso
Estudou no Colégio Nossa Senhora da Paz e no Liceu Nacional da Rainha Santa Isabel, ambos instituições portuenses. No primeiro, desenvolveu o gosto pela cultura e a disciplina exigida pelo trabalho intelectual; no segundo, a importância do diferente na abertura ao país e ao mundo.
Tais foram os termos e as relações da configuração onde germinou esta portuguesa com alma de cidadã do mundo, portuense nos valores mas adorando Lisboa, filósofa com os pés no chão, católica por largos anos, tudo mapeado pelo nomadismo. Como costuma dizer: "Um misto de submissa e de rebelde, nem no sistema, nem à margem. Nas margens..." 
Após ter terminado o ensino secundário foi estudar na Faculdade de Letras da Universidade de Coimbra onde, em 1961, frequentou a licenciatura em História. De seguida, regressou ao Porto e inscreveu-se no curso de filosofia da Faculdade de Letras da Universidade do Porto que terminou em outubro de 1967, tendo sido a primeira licenciada da Faculdade de Letras da Universidade do Porto renovada, como noticiou o jornal "O Comércio do Porto".
Defendeu a tese - O vazio no pensamento de Simone Weil. Ensaio de uma leitura interpretativa - que veio posteriormente a ser publicada no livro Conhecer Simone Weil.
Segue-se Paris, onde é aluna do antropólogo Claude Lévi-Strauss e do filósofo Henri Gouhier, professores no Collège de France e na Sorbonne Université, respectivamente. É nesta última que obtém o doutoramento em filosofia contemporânea em 1971. Em 1978, viu a sua tese de doutoramento - Réflexion philosophique sur l'Energétique dans la pensée de Pierre Teilhard de Chardin - ser traduzida e publicada, na Coleção Filosofia, pela antiga Livraria Cruz. Todavia, o momento-chave determinante para a sua vida futura aconteceu na vivência de Maio 68. 
Concluído o doutoramento, deu início à sua carreira de docente universitária tendo trabalhado em universidades de vários países, entre eles: Canadá, Brasil, França e Grã-Bretanha.
Em Portugal, trabalhou como professora associada na Faculdade de Ciências da Universidade de Lisboa no Departamento de Química e na Secção Autónoma de História e Filosofia das Ciências, da qual se reformou em 2011. Deu a sua última aula no dia 31 de Março de 2011.
Vários autores e investigadores prestaram-lhe homenagem, encontrando-se entre eles a escritora brasileira Maria Alzira Brum Lemos, que gravou um depoimento.
Quando se aposentou e por achar necessárias bancas para o espírito, semelhantes às que alimentam o corpo, decidiu dividir a biblioteca pessoal segundo temas, e oferecer um total de 5.000 livros à: Biblioteca Faculdade de Ciências da Universidade de Lisboa; Biblioteca dos Coruchéus; Centro em Movimento (CEM); Herdade do Freixo do Meio; União de Mulheres Alternativa e Resposta (UMAR), pedindo-lhes para organizarem bancas para ofertas de livros. Em 2019, sentiu que chegara a altura de dar início ao processo de encontrar uma instituição a quem doar o arquivo pessoal e profissional. Em 2022, decidiu-se pelo Ephemera. Esta preocupação correspondeu à tomada de consciência de que ele poderia ser um exemplo significativo de como eram as estruturas de investigação na era pré-digital, e assim sendo, ter uma utilidade futura num contexto da micro-História. Com efeito, na ausência de gabinetes para professores e de bibliotecas especializadas, nomeadamente em áreas novas, como era o caso da História e Filosofia das Ciências em Portugal, o material de trabalho – entre livros e documentação – estava nas casas de cada um, criando lugares imprescindíveis para a preparação de aulas ou projetos de investigação. Ambas as decisões foram e continuam a estar devidamente retratadas, por textos e imagens, no seu blog, 1950ArquivoVivido2020. 
Paralelamente à sua carreira docente, Ana Luísa Janeira co-fundou, com Clara Queiroz, o Centro Interdisciplinar de Ciência, Tecnologia e Sociedade da Universidade de Lisboa, com o objectivo de promover uma atitude crítica e reflexiva entre a comunidade cientifica. Fez também parte do grupo de fundadores do Centro de Reflexão Cristã em 1975.

## Termos e relações estruturantes
Nasceu numa família tradicional católica. Fez a primária num colégio de freiras. Cresceu, pois, formatada por essa visão do mundo. Seguiram-se largos anos na Ação Católica: Juventude Escolar Católica Feminina (JECF) e Juventude Universitária Católica Feminina (JUCF).O conjunto, alimentado por uma sequência de retiros espirituais orientados por jesuítas, criaram nela uma cultura religiosa proporcional e em harmonia com a cultura escolar. Aspetos que influenciaram as opções pelos temas das teses de licenciatura (Simone Weil) e de doutoramento (Pierre Teilhard de Chardin), ambos figuras místicas do século XX.
Integrada no Movimento de Renovação da Arte Religiosa (MRAR) no Porto e no núcleo fundador do Centro de Reflexão Cristã (CRC), foi posteriormente secretária do Pe. Jardim Gonçalves, no contexto das Jornadas Internacionais por uma Sociedade Superando as Dominações, gérmen do Fórum Social Mundial, aspetos que lhe permitiram lidar em primeira mão com estes movimentos e ajudaram a complementar a formação intelectual. De toda esta sequência, resultou não só uma forma de estar no mundo moldada pelo catolicismo, como enriquecida por duas vertentes diferentes: influência dos jesuítas (Filosofia) e dos dominicanos (Teologia); dos primeiros recebeu uma grelha intelectual para abordar problemas, dos segundos a necessidade de assumir a responsabilidade social.
Católica conscientemente empenhada desde a juventude - mais concretamente desde o caso de D. António Ferreira Gomes, exilado da diocese do Porto, da qual era bispo, na sequência de uma carta a Salazar denunciando os graves problemas sociais no país. Ambiguidades sobre o papel da mulher e o escândalo da pedofilia afastaram-na da instituição. Morrerá, seguramente, cristã.
No que respeita os valores e modelos de comportamento - do ser ao estar passando pelo pensar - eles foram marcados por pessoas com quem conviveu, mas de igual modo pelos livros que conheceu, pois a leitura e a História acompanharam-na. Mesmo assim e, apesar de constituírem um todo, é de distinguir quais foram e como atuaram as principais influências, quer na maneira de ser e de estar, quer na maneira de pensar: duas mulheres ligadas ao mundo rural, uma analfabeta, a senhora Maria, caseira numa quinta perto de Santo Tirso, e outra com pouca literacia, a senhora Albina, costureira a dias, porque ambas a povoaram com narrativas e lendas rurais, tradições e fantasias cheias de raízes ancestrais e formativas; Marie Skłodowska na medida em que A Pedra Mágica e a Princesinha Doente de Adolfo Simões Müller, primeiro livro que leu tinha uns 7 anos, lhe alimentou o sonho de se doutorar em Paris, à imagem da cientista; Maria Carolina Furtado Martins, Maria de Lourdes Pintasilgo e Madeleine Barthélemy-Madaule moldaram-na na dimensão de mulher e na forma de assumir a responsabilidade cidadã; o tio-avô, João Sarmento Pimentel, exilado no Brasil, motivou-a pela forma como defendeu o ideal republicano e manteve coerência na oposição ao regime; Simone Weil, Ivan Illich, Michel Foucault, Gilles Deleuze, Dominique Lecourt intervieram pela vertente filosófica.
Assim, foi cimentando dentro de si um conjunto de valores / fatores que vieram a ter peso quando foi escolhida para membro do Conselho de Imprensa a representar a opinião pública (1984-86), mas também no modo de intervir no Grupo Autónomo de Mulheres e núcleo fundador da Liga dos Direitos da Mulher (1986), como ainda mais tarde, quando escolheu ser voluntária num Convento das Concecionistas ao Serviços dos Pobres em Tibar, Timor-Leste, ou no Centro de Acolhimento e Orientação da Mulher das Irmãs Oblatas (CAOMIO) na Mouraria (2012-2014).
Ou, inclusivamente, em ligações associativas a que foi estando sucessivamente ligada: Associação de Amizade Portugal Timor-Lorosae; Sociedade Portuguesa de Filosofia; Association pour l'Etude de la Pensée de Simone Weil; Association Diderot - membro do comité internacional; Association des Amis de Pierre Teilhard de Chardin; Centre Michel Foucault, Paris - membro do comité internacional; Liga dos Amigos do Jardim Botânico; Liga dos Amigos do Museu Nacional de História Natural (Mineralogia e Geologia); Marca-ADL; Movimento Internacional para uma Nova Museologia (MINOM); Sociedade de Geografia de Lisboa.

## Investigação
Quando regressada a Portugal em Julho de 1969, começou a trabalhar no Gabinete de Investigação Social (GIS) – hoje Instituto de Ciências Sociais da Universidade de Lisboa (ICS), com o professor Adérito Sedas Nunes.
Todavia e pelo facto de continuar interessada pela área epistemológica, precisava de adquirir uma formação específica que só veio a ocorrer em Montpellier e Sheffield. De facto, a razão primeira porque concorreu e assumiu dois leitorados de português (1969-74) prendeu-se com o desejo de enveredar pela História e Filosofia e das Ciências sem precisar de bolsas, mas fazendo-o de posse de um trabalho efetivo: não só a subsistência garantida como a frequência de aulas e seminários sem pagar propinas. 
A partir principalmente dos anos 80/90, intensificou muitas atividades de tipo interdisciplinar: research fellow junto de William René Shea na McGill University, apoiada por Camille Limoges da Université du Québec à Montréal (1989-1990); fundadora e coordenadora em Portugal da Red de Intercambios de la Historia y la Epistemologia de las Ciencias Químicas e Biológicas, México, D.C. (1992-2010); comité científico do programa The Development of Chemistry in Europe, da European Science Foundation, no âmbito do qual orientou o projeto Spatial Organization and Scientific Discourse Production: Chemical Laboratories in Portugal (1789-1939), (1991-1996); conselho editorial de CTS. Revista de Ciência, Tecnologia e Sociedade, 1987; conselho editorial da Revista de Educação, 1987; comité editorial de L'Aventure Humaine. Savoirs, Libertés, Pouvoirs, Paris, 1995; conselho de redação da revista Asclépio. Revista De Historia de la Medicina y Ciencia, Madrid, 1996; comissão científica da revista “Atalaia-Intermundos”, Lisboa, 2002; diretora da coleção FazereSaberes da Editora Apenas Livros, Lisboa, 2005; consultora de “Circunscribere” (International Journal for the History Science), 2006.
Em 2008,  Ana Luísa propôs ao proprietário da Herdade do Freixo do Meio, na freguesia de Foros de Vale Figueira, um desafio singular: “os empresários precisam de pensar, mas têm pouco tempo para o fazer, concorda que eu o ajude a pensar?” Como o repto tivesse sido aceite pelo engenheiro Alfredo Cunhal Sendim, reuniu uma equipa interdisciplinar de docentes e estudantes universitários, no sentido de cada um dedicar apoio a temas / problemas que iam surgindo nesta realidade / laboratório experimental. Para isso constituiu uma equipa preocupada com a inserção no país real, desejando ajudar a consolidar sonhos que apontassem para o futuro, no contexto das relações universidade-empresa: com efeito, várias pessoas de diferentes instituições do ensino superior animaram o projeto NaturaMeio – Natureza e Eficiência na Herdade do Freixo do Meio.
A partir de 2012, tem feito frequentes estadas mensais neste microcosmo agroecológico, na qualidade de colaboradora voluntária e conselheira desta sociedade/cooperativa. Mais recentemente, enquanto esteva lá confinada durante um ano, escreveu e publicou um livro onde concentrou a síntese de tão singular experiência.

## Docência
Ainda estudante universitária, deu aulas de Psicologia e Filosofia na Escola de Educadoras de Infância Paula Frassinetti no Porto (1966/67) e, já depois de licenciada, foi professora de Francês e Português na Escola Industrial de Ferreira Borges em Lisboa (1968/69).
Em 1971, partiu como leitora de português para a Universidade Paul Valéry, Montpellier III.
Igualmente por essa altura seguiu o seminário de Jacques Piquemal, a quem deve ter sido introduzida na escola de Gaston Bachelard, por mediação de Georges Canguilhem, aluno e colaborador próximo. Então começou a sentir-se integrada na tendência da História e Filosofia das Ciências de tipo descontinuísta, sensível a bloqueios e com cortes ou ruturas epistemológicas. O que não invalidou a dificuldade sentida, quando procurou aprofundar o conhecimento de Michel Foucault, anos depois.
No ano de 1973, com o objetivo de estabelecer contactos com a Filosofia das Ciências anglo-saxónica pediu para ser colocada em Inglaterra. Por isso foi inaugurar o leitorado português na Faculty of Arts da University of Sheffield, no condado de South Yorkshire.
Começou a dar aulas na Faculdade de Ciências da Universidade de Lisboa a partir de Abril de 1976, onde veio a ser integrada como professora associada, primeiro no Departamento de Química (1980-2007), depois na Secção Autónoma de História e Filosofia das Ciências (2007-2010); assegurou ainda aulas no pólo do Funchal da Faculdade de Ciências da Universidade de Lisboa (1978-88). No conjunto teve a regência de várias disciplinas: História das Ciências, Filosofia das Ciências, Sociologia das Ciências, Ética das Ciências e Técnicas (1976-2003); História do Pensamento Biológico (1980-1990); Ciências e Saberes (2003-2007); Cultura Científica e Cibercultura (2003-2007); Ciências, Cidades e Museus (2009 -2010); Coleções e História das Ciências (2009 -2010).
Além da Faculdade de Ciências da Universidade de Lisboa e paralelamente, teve a responsabilidade de: A questão do sujeito na Filosofia francesa atual e O conceito de espaço na Filosofia atual na Faculdade de Letras da Universidade de Lisboa (1980/82);  módulos de  Introdução ao Pensamento Contemporâneo na  Faculdade de Ciências e Tecnologia da Universidade Nova de Lisboa (1979-80) e no Museu de Antropologia da Universidade de Coimbra (1986-88); um seminário de mestrado na disciplina de Cosmologia e Ambiente na Universidade Católica Portuguesa (2002/03) .
Ao longo da carreira docente esteve anualmente na América do Sul, onde deu cursos, aulas, conferências e desenvolveu projetos de investigação: Pernambuco, Minas Gerais, Mato Grosso, Rio de Janeiro, São Paulo, Rio Grande do Sul, Paraná e Missiones (1976- 2010)  .
Por dever e não por prazer, pertenceu a diferente instâncias diretivas da Faculdade de Ciências da Universidade de Lisboa, e por convite direto do professor José Pinto Correia, com quem teve o grande privilégio de trabalhar pela visão inovadora e talento organizativo, assumiu funções de pró-reitora da Universidade de Lisboa (1988-1989).
Cabe relembrar que deu a última aula em 31 de março de 2011.

## Viagens
Quando conheceu Fernão Mendes Pinto, logo pressentiu ser o mundo de aventura pela viagem onde se iria realizar .
Seguramente por isso veio a desenvolver temas de investigação que lhe facultassem descobrir o mundo. Principiando pelas viagens ligadas a laboratórios químicos, museus de ciências e jardins botânicos, percorreu a Europa e a América do Norte. Neste caso, releve-se ainda um ano sabático em Montréal para se atualizar na biblioteca do terceiro jardim botânico maior em biodiversidade, participar num interessante seminário sobre Arquitetura Paisagista dirigido pelo professor Friedrich Oeminchen na Université de Montréal e escrever um livro.
Posteriormente e por estarem ligadas a diferentes temas de estudo e investigação destacou-se a itinerância por toda a América Latina, onde percorreu o rasto de missões jesuíticas, segundo as derivas de uma hipótese de trabalho crucial montada num contexto de saber-poder: assim como os pátios dos colégios (arquitectura) tinham uma função de socialização controlada, assim as praças (urbanismo) terão correspondido a algo semelhante nos povos missioneiros.
Seguiu-se-lhe um estudo sobre os pressupostos filosóficos inerentes à deteção de diferenças entre a catequética sul-americana e a catequética asiática, com destaque para China, Japão, Vietname, Nepal, Butão e Índia.  
A partir de 2011, Ana Luísa começou a realizar percursos mais longos e incluindo frequentemente largos trechos de comboio: atravessou o continente norte-americano, fez Halifax para Vancouver no Canadian, desceu a São Francisco, percorreu o Colorado, chegou a Chicago e terminou em Montréal; noutra viagem foi de Melbourne com destino final em Díli, Timor-Leste, passando por Camberra, Sydney, Adelaide e Darwin, esta última parte no célebre comboio The Ghan; Noutra altura, voltou à Austrália e dali acabou por descobrir a North Island na Nova Zelândia; em 2019, apanhou o Transiberiano em Moskova, passando pelo Lago Baikal e Mongólia até Pequim; dali fez a Rota da Seda, por Xian, Tashkent, Samarkand e Nukus até Baku. Deste conjunto, o deserto -Australiano, Colorado, Gobi e Sahara - constituiu a paisagem mais surpreendente; a seguir as cordilheiras - Andes, Himalaias e Rochosas.

## Reconhecimentos e prémios
Em 2011 a revista TriploV de Artes, Religiões e Ciências, dedicou a Ana Luísa Janeira uma edição especial da revista.
Tem citações em livros de outros autores como:
- The Literary and Cultural Reception of Charles Darwin in Europe, de Thomas F. Glick e Elinor Shaffer[38]
- Urban Histories of Science: Making Knowledge in the City (1820-1940), de Oliver Hochadel, Agustí Nieto-Galan[39]

- Early Responses to the Periodic System, de Masanori Kaji, Helge Kragh, Gabor Pallo[40]

Prémios
- Prémio Escolar Rotary Club do Porto, 1967
- Prémio especial de Filosofia Simone de Beauvoir, atribuído pela revista "Mulheres", 1985

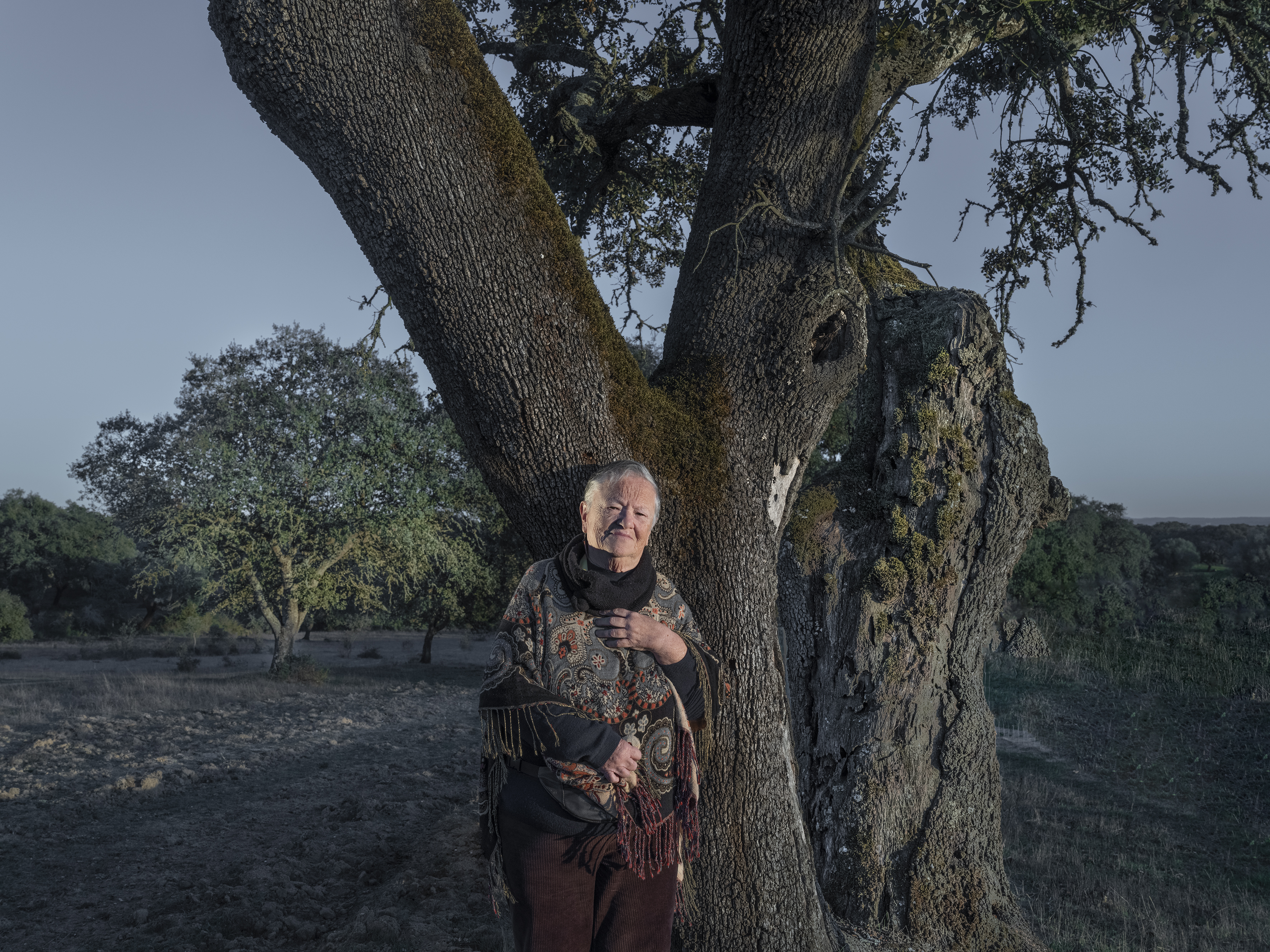
Ana Luísa Janeira no Montado do Freixo do Meio, fotografia de José Manuel Rodrigues. Reprodução devidamente autorizada.

## Obras selecionadas
Entre as suas obras (14 livros e 140 artigos) encontram-se:
- 2010 - Figuras e configurações do Porto: marcas em espaços escolares, Lisboa, editora Apenas Livros, ISBN 978-989-618-293-9
- 2009 - A memória entre a Europa, a Ásia e as Américas,  co-autora Ana Maria Haddad Baptista, Lisboa, editora Apenas Livros, ISBN 978-989-618-257-1
- 2009 - Eixos e configurações de Lisboa, Lisboa, editora Apenas Livros, ISBN 978-989-618-249-6
- 2007 - Curiosidades de Frei Manuel do Cenáculo: Bispo de Beja e Arcebispo de Évora, 1724-1814, Lisboa, editora Apenas Livros, ISBN 978-989-95261-4-3
- 2007 - Os povos nos novos mundos, co-autoras Tânia Maria Galli Fonseca e Ana Maria Haddad Baptista, Lisboa, editora Apenas Livros, ISBN 978-989-618-134-5
- 2007 - Modos de fazer e de saber a cor, Lisboa, editora Apenas Livros, ISBN 978-989-618-118-5
- 2007 - A natureza nos novos mundos, co-autores Alessandro Zir e Marina Massimi, Lisboa, editora Apenas Livros, ISBN 978-989-618-103-1
- 1996 - Demonstrar Ou Manipular?, editora Escolar Editora, ISBN 978-972-592-096-1[43]
- 1987 - Sistemas Epistémicos e Ciências, editora Imprensa Nacional Casa da Moeda, ISBN 9789722703000[44]
- 1981 - Sobre as Ciências e as Tecnologias Livro, co-autores P. Martins da Silva e José Baptista, Didáctica Editora, ISBN  9789726500889[45]
- 1978 - A energética no pensamento de Pierre Teilhard de Chardin: introdução e estudo evolutivo, editora Faculdade de Filosofia de Braga[46]
- 1973 - Conhecer Simone Weil, Braga, editora Livraria Cruz[47]

Escreveu para revistas e publicações portuguesas e estrangeiras, entre elas a Revista Portuguesa de Filosofia, Análise Social, Brotéria, Bulletin de Liaison (Association pour l'Etude de la Pensée de Simone Weil), Jornal de Letras, Artes e Ideias, Boletim da Sociedade Portuguesa de Química e a Revista de Ciência, Tecnologia e Sociedade. 